# Jean Paul Dantagnan
Jean Paul Dantagnan Carvajal (Copiapó, 25 de enero de 1988) es un exfutbolista chileno. Jugó de delantero en Deportes Copiapó.

## Clubes
| Club              | País  | Año       |
| ----------------- | ----- | --------- |
| Deportes Copiapó  | Chile | 2009      |
| San Antonio Unido | Chile | 2010      |
| Deportes Copiapó  | Chile | 2011-2014 |

## Palmarés
| Título           | Equipo           | Región | Año  |
| ---------------- | ---------------- | ------ | ---- |
| Segunda División | Deportes Copiapó | Chile  | 2012 |